# Urbanki (województwo warmińsko-mazurskie)
Urbanki – wieś w Polsce położona w województwie warmińsko-mazurskim, w powiecie oleckim, w gminie Wieliczki.
W latach 1975–1998 miejscowość administracyjnie należała do województwa suwalskiego.
Wieś lokowana na prawie chełmińskim 14 grudnia 1558 roku, kiedy to starosta książęcy Krzysztof Glaubitz sprzedał Urbanowi Moellerowi (od jego imienia najprawdopodobniej wzięła się nazwa wsi) i Tomastowi Łojowi z Iwaszek 6 włók ziemiańskich nad granicą litewską. W tym samym roku Jan i Stańko Pawłowicze z Niedźwiedzkich kupili tu 2,5 włóki. W roku 1800 w Urbankach mieszkali wolni chłopi chełmińscy. W 1938 we wsi było 59 mieszkańców.